# Vicia villosa
Vesce de Cerdagne
Espèce
Vicia villosa, communément appelée vesce de Cerdagne ou vesce velue, est une espèce de plantes à fleurs de la famille des Fabaceae et du genre Vicia. C'est une plante herbacée volubile trouvée dans le sud de l'Europe.

## Description
Vicia villosa est une plante annuelle, parfois bisannuelle, prostrée à semi-prostrée, à tiges ramifiées et relativement molles.

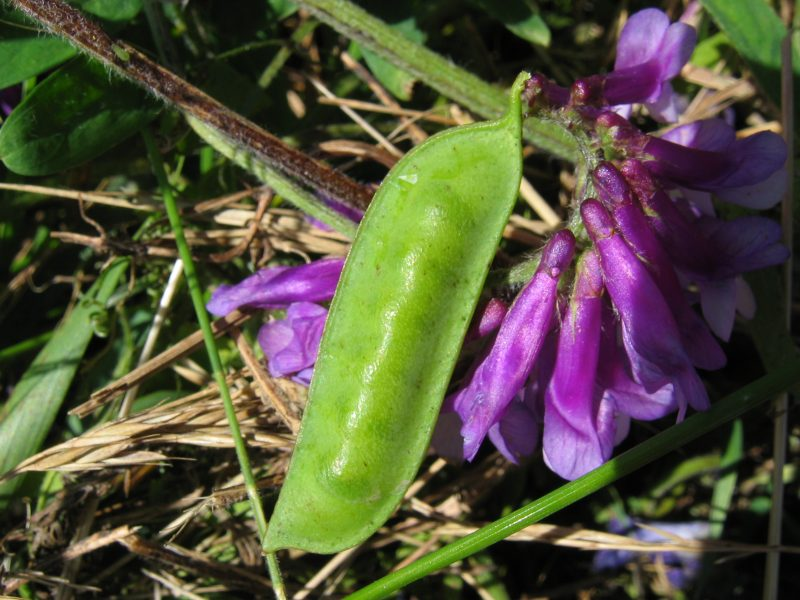
Gousse et fleurs.

Les feuilles sont divisées, composées et pennées terminées par 2 à 3 vrilles qui lui permettent de s'accrocher à différents supports.

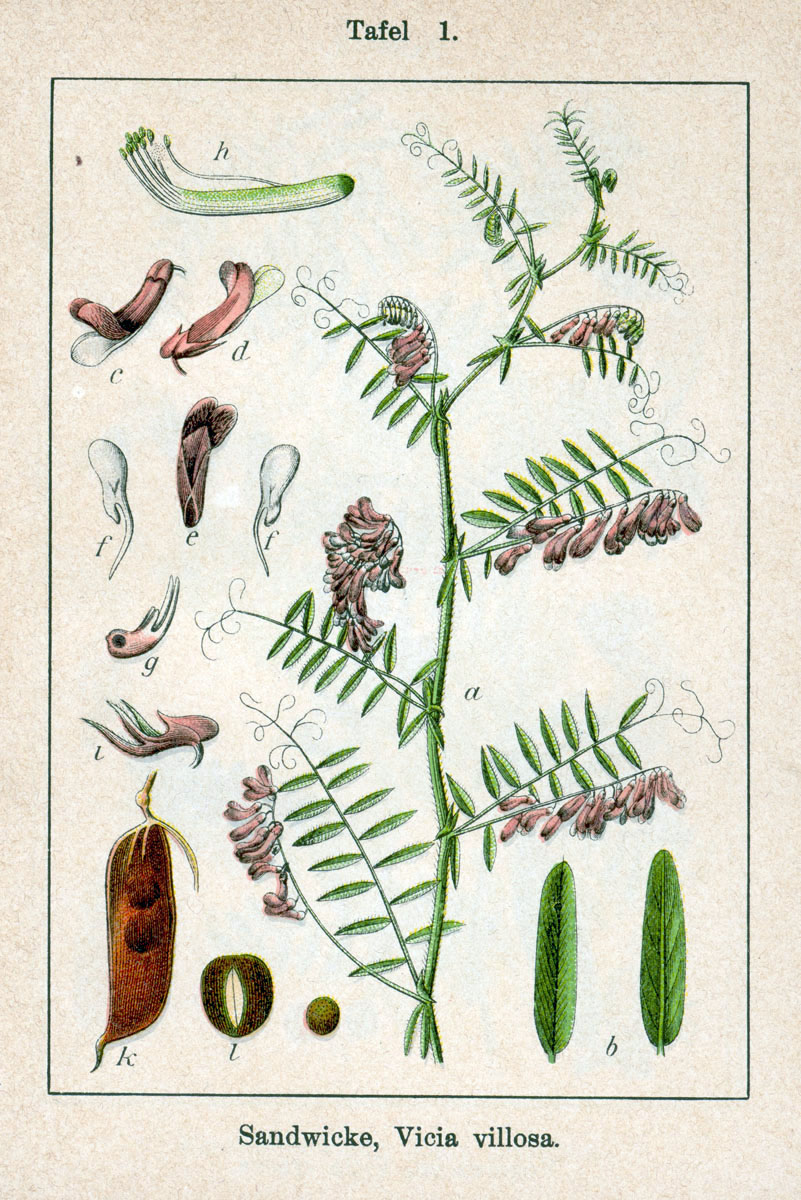
Planche botanique.

Elle peut sembler blanchâtre du fait de ses longs poils sur les faces inférieures des feuilles et sur les tiges.
Les inflorescences comportent de 10 à 40 fleurs violettes à bleues, parfois blanches. La plante est autogame, entomophile et mellifère. 
Les fruits sont des gousses plates contenant 2 à 8 graines.
Le système racinaire est formé d'un pivot duquel partent des racines horizontales pourvues de nombreuses nodosités.

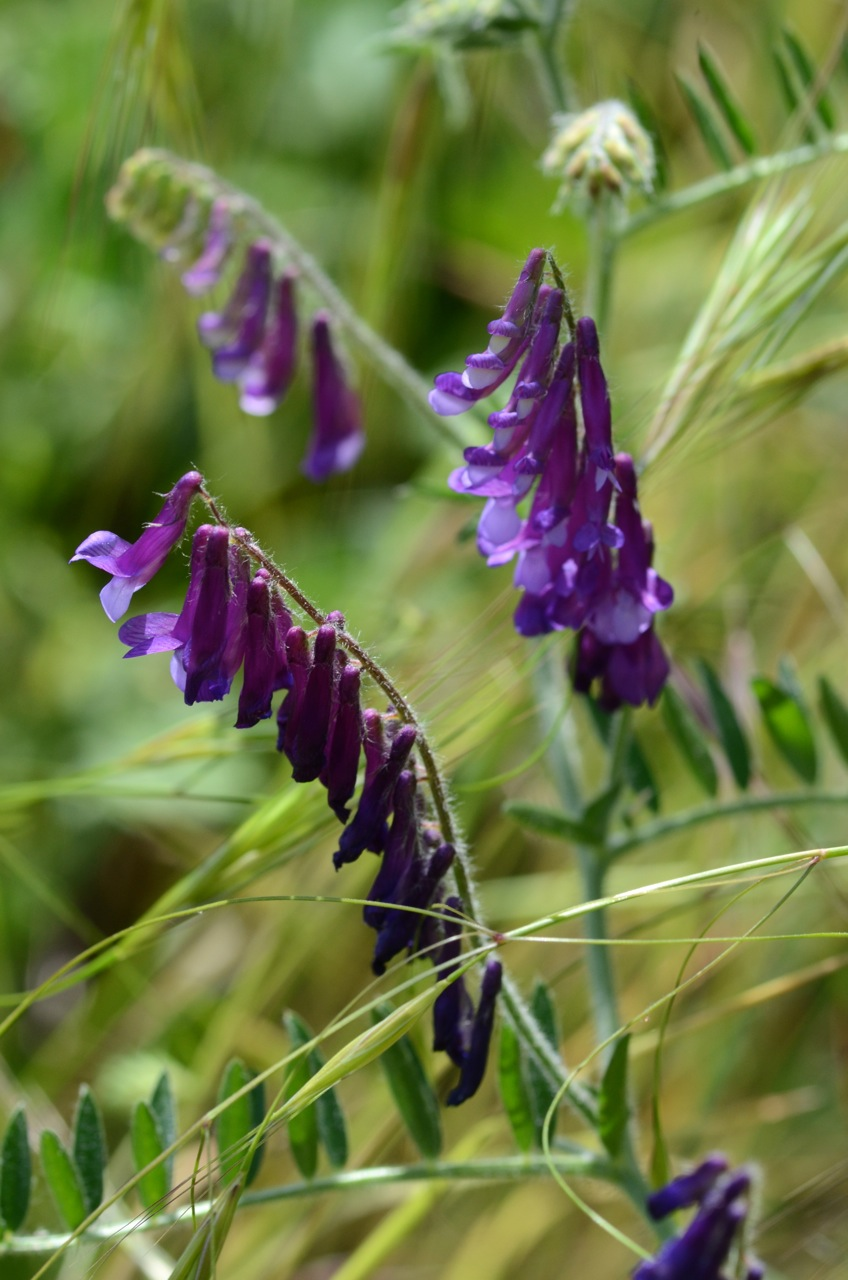
Inflorescences.

## Distribution
Vicia villosa est originaire du sud de l'Europe. Elle est adaptée aux climats tempérés et subtropicaux. En France, on la rencontre dans le Sud-Est et en Corse.

## Toxicité
Voir aussi : Fève#Favisme pour ce qui concerne la fève (Vicia faba) qui est du même genre.
Les substances hémolytiques et les hétérosides cyanogénétiques (vicianoside...) que renferment les graines des vesces sont responsables d'anémie dangereuse (potentiellement mortelle) détruisant les globules rouges chez les personnes à qui il manque par hérédité l'enzyme digestive détruisant ces substances (déficit en G6PD). En cas de consommation, même si l'on peut les consommer crues ou peu cuites encore vertes, il sera nécessaire de bien les faire cuire lorsqu'elles sont matures. Cette précaution est cependant totalement insuffisante pour les personnes génétiquement prédisposées.
La vesce de Cerdagne a intoxiqué des agneaux par allaitement même en quantité partielle dans les fourrages. Les graines et les feuilles ont causées la mort de bétail en Europe et aux États-Unis.

## Alimentation
Les fleurs peuvent se consommer en salade, en décoration sur tous les plats, gaspachos, desserts.
Les feuilles peuvent être ajoutées aux plats en décoration mais avec modération.
Les graines ne se consomment que cuites.
Les graines étaient ajoutées moulues en Pologne à la farine du pain.

## Autres usages

### Fourrage
C'est une bonne plante fourragère mellifère. Elle était traditionnellement et est encore cultivée sur les coteaux secs d'altitude en Cerdagne pour fournir du pâturage et un foin de qualité ; elle  est en général cultivée en association avec une ou des graminées (ray-grass…) et en particulier en méteil, c'est-à- dire en mélange avec du seigle, de l'avoine ou du triticale afin d'obtenir un fourrage plus abondant et équilibré. Elle peut être pâturée et récoltée à partir du stade 10 nœuds jusqu'à la floraison au plus tard car les graines sont toxiques ; elle ne supporte pas les pâturages ras ni les surpâturages.

### Couvert végétal
C'est un couvert végétal très améliorant de croissance rapide et un engrais vert excellent retenant l'azote dans le sol.